# Ернст фон Дехен
Ернст Хайнрих Карл фон Дехен (на немски: Ernst Heinrich Karl von Dechen) е германски изследовател, геолог и географ.

## Биография
Роден е на 25 март 1800 година в Берлин, Германия. Завършва Берлинския университет, след което учи минно дело в Бохум и Есен. В периода 1834 – 1841 година е професор по геология в Берлинския университет, след което до 1864 година е директор на отдела по минно дело и металургия към Министерството на добивната промишленост на Прусия.
Умира на 15 февруари 1889 година в Бон на 88-годишна възраст.

## Изследователска и научна дейност
От 40-те до 80-те години на ХІХ век извършва геоложки и географски изследвания в планината Зауерланд (663 м, на левия бряг на река Рур), масивите Вестервалд (657 м), Хунсрюк (816 м) и Таунус (880 м), а на левия бряг на Рейн – планината Хард (687 м, северната част на Вогезите). През този период извършва подобни анализи и изследвания на находищата на полезни изкопаеми в Англия и Шотландия.
Въз основа на многогодишните си проучвания изработва подробна геоложка карта на Рейнска Прусия и Вестфалия в М 1:80000, върху 35 картни листа и с обяснителен текст. В периода 1855 – 1882 година е издадена монография в два тома, половината от която е посветена на географските характеристики на Рейнските възвишения. През 1869 година издава и дребномащабна геоложка карта на цяла Германия.

## Трудове
Дехен създава редица трудове, посветени на геологията и географията на Германия, като по-известни са:
- „Geognostische Umrisse der Rheinländer zwischen Basel und Mainz mit besonderer Rücksicht auf das Vorkommen des Steinsalzes (with von Oeynhausen and La Roche)“, 2 vols. (Berlin, 1825);
- „Geognostische Führer in das Siebengebirge am Rhein“ (Bonn, 1861);
- „Die nutzbaren Mineralien und Gebirgsarten im deutschen Reiche“ (1873).